# Angelo Neumann

Angelo Neumann (1903)

Josef Angelo Neumann (* 18. August 1838 in Stampfen; † 20. Dezember 1910 in Prag) war ein deutscher Opernsänger (Bariton) und Theaterintendant.

## Frühes Leben
Früh entwickelte Neumann sein Interesse am Gesang und erhielt eine Ausbildung zum Opernsänger. Nach Engagements als Bariton in Berlin, Köln, Krakau, Ödenburg, Preßburg und Danzig kam er 1862 an die Wiener Opernbühnen, wo er bis 1876 tätig blieb. Während dieser Jahre machte er erste Bekanntschaft mit Richard Wagner und dessen Werk. Mit seiner ersten Ehefrau Pauline Aurelie geb. von Mihalovits hatte er einen Sohn, Karl Eugen, geboren 1865.

## Operndirektor in Leipzig (1876–1882)
1876 wurde er Operndirektor in Leipzig. Seine Ägide begann mit einer Inszenierung des Lohengrin; es folgten weitere Wagneropern sowie Aufführungen von Verdis Aida und Bizets Carmen. Im April 1878 erfolgte in Leipzig die erste Aufführung des gesamten Bühnenfestspiels Der Ring des Nibelungen außerhalb von Bayreuth, wo es 1876 uraufgeführt worden war. 1881 organisierte er weitere Aufführungen des Rings in Berlin, u. a. mit der Sängerin Hedwig Reicher-Kindermann.

## Direktor des reisenden Richard Wagner-Theater (1882–1883)
Nach Erwerb der originalen Bühnenbilder sowie auch der Kostüme (von Carl Emil Doepler)  der Bayreuther Uraufführung unternahm Neumann eine Art Europatournee mit Gesamtaufführungen des Rings des Nibelungen durch ein reisendes Ensemble. Zunächst erfolgte im Mai 1882 ein Gastspiel in London, mit der Julius Laubeschen Kapelle aus Hamburg unter der Leitung des Leipziger Kapellmeisters Anton Seidl. Zwischen September 1882 und Juni 1883 erfolgten insgesamt 135 Ring-Vorstellungen und über 50 Wagner-Konzerte, unter anderem im April 1883 (zwei Monate nach Wagners Tod) im Teatro La Fenice in Venedig.

## Operndirektor in Prag (1885–1910)

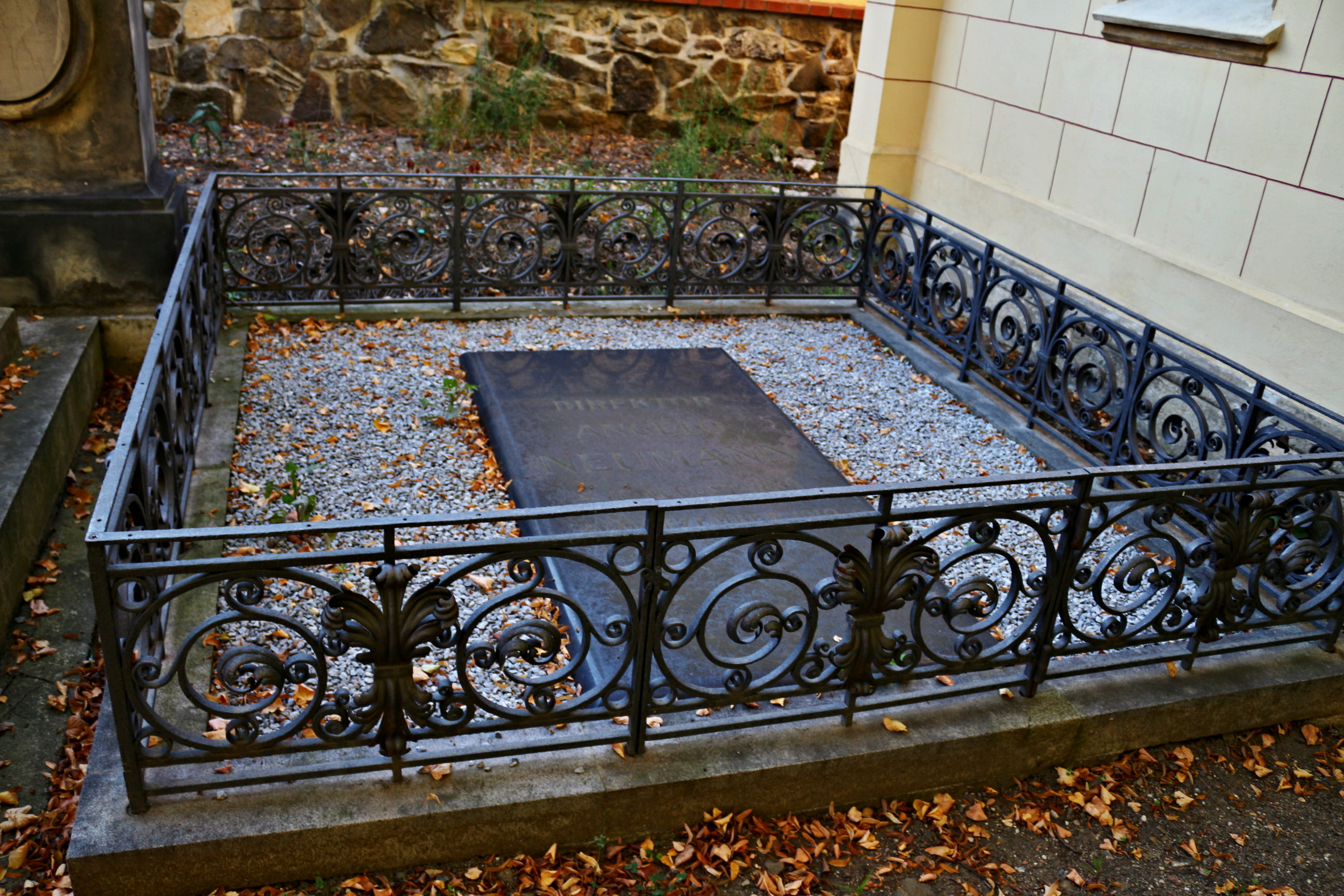
Das Grab von Angelo Neumann

1885 wurde Angelo Neumann Intendant des Ständetheaters in Prag, dessen Neubau als Neues Deutsches Theater er organisierte. In zweiter Ehe heiratete er 1887 die Schauspielerin Johanna Buska, verwitwete Gräfin Török von Szendrö. 1894 regte er Emil Nikolaus von Reznicek zu seiner Oper Donna Diana an, deren Ouvertüre sehr beliebt wurde.
Während dieser Zeit organisierte er 1889 eine letzte Wagnertournee nach St. Petersburg und Moskau, um auch hier den „Ring“ zur Aufführung zu bringen.
Neumann starb mit 72 Jahren und wurde auf dem evangelischen Friedhof (Evangelický hřbitov) von Strašnice in Prag beigesetzt.
Ein Saal in der heutigen Prager Staatsoper ist nach ihm benannt. Neben einer Autobiographie sind von Neumann verschiedene Briefe an Musiker und Komponisten erhalten geblieben.

## Schriften
- Erinnerungen an Richard Wagner; mit vier Kunstblättern und zwei Faksimiles. Verlag L. Staakmann, Leipzig 1907; archive.org.